# Paul-Georges Ntep
Paul-Georges Ntep de Madiba (sinh ngày 29 tháng 7 năm 1992) là một cầu thủ bóng đá người Pháp - Cameroon thi đấu ở vị trí tiền vệ chạy cánh và tiền đạo cho câu lạc bộ Thành phố Hồ Chí Minh tại V.League 1. Anh được biết đến với tốc độ nhanh và kỹ thuật điêu luyện.
Ntep là tuyển thủ trẻ người Pháp và có 2 lần ra sân cho đội tuyển Pháp vào năm 2015. Sau đó anh chuyển sang thi đấu cho đội tuyển Cameroon từ 2018  và có 1 bàn thắng.

## Sự nghiệp câu lạc bộ
Ntep sinh tại Douala, thành phố lớn nhất của Cameroon. Anh chuyển đến Pháp lúc 8 tuổi sống với dì của mình, người nằm ở commune của Grigny ở miền nam Paris. Anh bắt đầu sự nghiệp tại US Ris Orangis và dành 2 năm cho câu lạc bộ. Trong thời gian làm việc với Ris Orangis, anh ấy đã bắt tay vào một số thử nghiệm với các câu lạc bộ chuyên nghiệp, trong đó có Auxerre, tuy nhiên, anh ấy đã không được ký hợp đồng.Năm 2005, Ntep gia nhập đội U14 của Viry-Châtillon và sau một năm gắn bó với một câu lạc bộ nghiệp dư khác (ESA Linas-Montlhéry), ký hợp đồng với CS Brétigny Foot; một câu lạc bộ đã được đào tạo đội tuyển Pháp Patrice Evra và Jimmy Briand. Khi tập luyện ở Brétigny, Ntep đã gây ấn tượng với các huấn luyện viên và quan chức câu lạc bộ, và vào năm 2009, anh được mời thử việc ba ngày với câu lạc bộ chuyên nghiệp Auxerre, người mà Brétigny có quan hệ đối tác. Sau khi thử nghiệm thành công, anh đã được ký hợp đồng với một hợp đồng stagiaire (kỳ thực tập).

### Auxerre
Ntep bắt đầu với mùa giải  2009-10 tập luyện cùng đội U18 của câu lạc bộ. Giữa mùa giải, anh gia nhập đội dự bị của câu lạc bộ ở Championnat de France amateur. Ntep ra sân trong 14 trận cho đội ghi được 2 bàn thắng. Vào mùa giải 2010–11, anh bắt đầu tập luyện với đội cấp cao. Ntep cũng có tên trong danh sách của đội để xuất hiện trong UEFA Champions League. Vào ngày 16 tháng 10 năm 2010, anh ngồi dự bị trong trận thua 0-1 của đội trước Bordeaux.Một tuần sau, Ntep ra mắt chuyên nghiệp trong một trận đấu tại Coupe de la Ligue chống lại Bastia vào sân thay người ở phút 31 Dennis Oliech. Auxerre đã thắng trận đấu với tỷ số 4–0.

### Rennes
Vào ngày 30 tháng 1 năm 2014, Ntep đã gia nhập Stade Rennais của  Ligue 1 trong một hợp đồng có thời hạn 3 năm 6 tháng.

### Wolfsburg
Tháng 1 năm 2017, Ntep gia nhập câu lạc bộ VfL Wolfsburg của Bundesliga theo hợp đồng đến năm 2021. Vào ngày 11 tháng 2 năm 2020, Wolfsburg thả Ntep.

### Saint-Étienne (mượn)
Vào ngày 17 tháng 1 năm 2018, Ntep đã tham gia câu lạc bộ Saint-Étienne của Ligue 1 theo dạng cho mượn kéo dài cả mùa giải.

### Kayserispor (mượn)
Vào ngày 25 tháng 8 năm 2019, Ntep gia nhập câu lạc bộ Kayserispor của Thổ Nhĩ Kỳ theo dạng cho mượn kéo dài cả mùa giải.

### Guingamp
Vào ngày 13 tháng 5 năm 2020, Guingamp xác nhận việc ký hợp đồng với Ntep theo dạng chuyển nhượng tự do.

### Boavista
Sau một mùa giải đáng thất vọng ở Ligue 2, hợp đồng của anh với Guingamp kết thúc và Ntep một lần nữa trở thành cầu thủ tự do, cho phép anh gia nhập câu lạc bộ Boavista của Primeirra Liga sau khi kết thúc kỳ chuyển nhượng thông thường, được công bố là bản hợp đồng mới vào ngày 4 tháng 9 năm 2021 bởi Porto. Với tổng cộng 19 lần ra sân cho Boavista và ghi một bàn thắng, Ntep rời câu lạc bộ vào cuối mùa giải 2021-22.

### Thành phố Hồ Chí Minh
Vào ngày 26 tháng 9 năm 2023, Ntep đã ký hợp đồng với câu lạc bộ Thành phố Hồ Chí Minh của V.League 1.

## Sự nghiệp quốc tế

### Pháp
Mặc dù Ntep sinh ra tại Cameroon, anh ấy là cầu thủ trẻ người Pháp từng thi đấu cho đội U18 vào năm 2010. Ba năm sau, anh nhận được lời mời từ U21 Pháp sang thi đấu ở giải VĐQG Toulon.
Anh ấy đủ điều kiện để chơi cho Cameroon hoặc Pháp ở cấp độ cao. Ngày 24 tháng 5 năm 2015, Ntep được huấn luyện viên Didier Deschamps triệu tập vào đội tuyển Pháp thi đấu giao hữu với Bỉ và Albania. Anh ra mắt vào ngày 7 tháng 6 năm 2015 trong trận thua 4–3 trước Bỉ.

### Cameroon
Vào tháng 8 năm 2018, Ntep chuyển sang thi đấu cho Cameroon và được đề cử tham dự trận đấu với Comoros ở bảng B vòng loại Cúp bóng đá châu Phi 2019.

## Cuộc sống cá nhân
Ntep là anh họ của cầu thủ bóng bầu dục Charles-Edouard Ekwah Elimby và các cầu thủ bóng đá Pierre Ekwah, Ludéric, Romaric và Emeric Etonde.

## Thống kê sự nghiệp
Tỉ số và kết quả liệt kê bàn thắng của Cameroon trước, cột tỷ số biểu thị tỷ số sau mỗi bàn thắng của Ntep.
| No. | Ngày               | Địa điểm                                           | Đối thủ | Bàn | Kết quả | Hình thức thi đấu |
| --- | ------------------ | -------------------------------------------------- | ------- | --- | ------- | ----------------- |
| 1   | 9 tháng 6 năm 2019 | Estadio Cerro del Espino, Majadahonda, Tây Ban Nha | Zambia  | 1–0 | 2–1     | Giao hữu          |